# Zeferino dos Prazeres
Zeferino dos Prazeres, né en 1960 et mort le 20 septembre 2009 au Portugal, est un homme politique santoméen, membre du Mouvement pour la libération de Sao Tomé-et-Principe – Parti social-démocrate.

## Biographie
De 1995 à 1996, Zeferino dos Prazeres est ministre délégué pour la région de Principe dans le IIIe gouvernement. Il est en 1995 secrétaire aux Affaires sociales dans le gouvernement régional de Principe, sous la présidence de Damião Vaz d'Almeida, avant de lui succéder le 12 avril 2002 lorsque Vaz d'Almeida est nommé ministre du Travail au VIIe gouvernement. Il est nommé par le Premier ministre en place, Gabriel Costa. Il conserve son poste jusqu'à sa démission le 12 juin 2006 après un soulèvement de Principiens opposés au report des élections régionales de 2006 (élections où sont élus les membres de l'Assemblée régionale de Principe). Plusieurs protestataires s'étaient introduits dans sa maison le jour précédent. Il se présente tout de même aux élections, mais sans le soutien de son parti. Il n'est pas élu.
dos Prazeres meurt en 2009 au Portugal, pays où il était parti se soigner d'une maladie l'année précédente. Il avait 49 ans. Le lendemain de son décès, l'île de Principe décrète un deuil de trois jours.